# Seznam vedlejších postav seriálu Simpsonovi
Toto je seznam vedlejších postav seriálu Simpsonovi.

## Abigail „Abbie“ Winstonová
Abigail „Abbie“ Winstonová je nevlastní sestra Homera Simpsona, která bydlí v Anglii s její matkou Edwinou. Její otec je Abe Simpson. Abbie je výsledkem románku jejích rodičů během 2. světové války. Znovu se setkali až v současnosti na letišti v Londýně, kdy celá rodina Simpsonů odjížděla zpět domů. Když Abe zjistil pravdu, tak utekl. Homer poté Abbie řekl: „Slečno, vy jste krásná. Vedle vás Tootsie vypadá jako chlap.“ Odpověděla mu: „Vy jste taky fešák.“

## Alcatraz
Alcatraz je rapper který se objevil v epizodě Rošťácký rap a na konci pronesl jedno z největších seriálových mouder: „V životě jsou chvíle, kdy pravda není černá ani bílá ale světle šedá, vole, a když je stezka spravedlnosti zahalená mlhou nejistoty, zbejvá jen jedno řešení, PAŘBA!!!!“

## Artie Ziff
Artie Ziff je bývalý Margin přítel ze střední školy jenže Marge si vybere Homera. Artie stále miluje Marge.

## Bernice Dlahová
Bernice Dlahová je manželka doktora Julia Dlahy. Má s ním 3 děti. V originále jí hlas propůjčila Tress MacNeilleová. Je Afroameričanka, má černé vlasy a skoro neustále nosí fialové šaty. Poprvé se objevila v epizodě Spasitel trapitel. V seriálu skoro nemluví. Je alkoholička.

## Bohatý Texasan
Richard Texan, známý především jako bohatý Texasan (někdy nazýván též jako jako texaský zbohatlík), je ztělesním bohatého člověka. Je členem Springfieldské Republikánské strany a mluví s texaským přízvukem. Zpravidla na sobě má bílý kovbojský klobouk. Jeho chování se liší v každé epizodě. Jednou je sobecký a sadistický a jindy zdvořilý a přátelský. Je také obsesivně-kompulzivní, jak se ukázalo v epizodě Zdánlivě nekonečný příběh. Je známý tím, že střílí do vzduchu ze svých dvou pistolí a křičí při tom „Yee Haw!“, pokud je šťastný nebo ho něco potěšilo. V epizodě Pomsta bývá nejsladší natřikrát, se ukázalo, že bohatý Texasan je původem z Connecticutu, i přes jeho stereotyp jižana. To je odkaz ke kořenům George W. Bushe v Connecticutu. Jeho dcera se jmenuje Paris Texasanová. Vyskytuje se v epizodě Homerazzi, kde je parodií na Paris Hilton.

## Clancy Bouvier
Clancy Bouvier vyrůstal v chudé rodině, dokud nepoznal Jacquline Bouvierovou. Prožil s ní asi 56 let a měli spolu tři děti: Patty (* 1956), Selma (* 1956) a Marge (* 1968).

## Dame Underdunk
Dame Underdunk je matka Leváka Boba. Poprvé se objevila v epizodě Pohřeb nepřítele. Spolu s jejím manželem Dr. Robertem Terwilligerem mají ještě jednoho syna – Cecila. Jejich vnuk se jmenuje Gino. Její snacha je Francesca.

## Daphne Burnsová
Daphne Burnsová je matkou springfieldského milionáře pana Burnse, se kterým nevychází dobře. Vyskytuje se v epizodě Homer ve službě. Je jí 122 let a má již omezené schopnosti, podle Smitherse umí jen vytočit telefonní číslo a ječet. Měla aféru s americkým prezidentem Williamem Howardem Taftem, za což ji pan Burns nesnáší.

## Dewey Largo
Dewey Largo je učitel hudby Springfieldské základní škole. V originále ho namluvil Harry Shearer. Poprvé se objevil v epizodě Vánoce u Simpsonových. V epizodě Vočko v jednom ohni vyjde najevo, že je gay. V seriálu se objevuje jen vzácně. Jeho příjmení Largo je italským slovem v hudbě, znamenající velmi pomalé tempo. V epizodě Čí je vlastně Homer? zjišťuje, že byl kdysi přijat na Juilliard School, což je hudební škola. On ale nedostal dopis s tímto oznámením, protože pošťák zmrznul na hoře Mt. Springfield. Místo toho skončil jako učitel hudby na základní škole. Má šedé vlasy. Nosí neustále šedý svetr a růžového motýlka. Lze ho vidět v úvodní seriálové sekvenci, kde učí ve sboru.

## Dolph Starbeam
Dolph Starbeam (celým jménem Dolphin Starbeam) tvoří spolu s Kearneym a Jimbem trojici springfieldských školních tyranů. Dolph nosí tmavé oblečení a hnědé vlasy sčesané do patky. Je žid. Mluví několika jazyky: španělsky, německy, arabsky, korejsky, latinsky, starou angličtinou, klingonštinou a esperantem.

## Declan Desmond
Declan Desmond je britský dokumentarista. V epizodě Vyrůstáme ve Springfieldu (13. epizoda 18. série) natáčel stejnojmenný dokument o životě místních obyvatel. Začal když byli ve 3. třídě a poté se každých 8 let vracel. V originále ho namluvil Eric Idle a v češtině Tomáš Borůvka. Poprvé se objevil v epizodě Vraťte mi hvězdnou oblohu. Pak se objevil ještě v epizodě Komiksák a chlapeček.

## Drederick Tatum
Drederick Tatum poprvé vystoupil v epizodě Zuřící býk Homer. Drederick Tatum je afroamerického původu a profesionální springfieldský boxer v kategorii těžká váha. Pyšní se především svým titulem mistra světa v těžké vaze a zlatou sochou ve Springfieldu. I přes jeho slávu se mu nepodařilo uniknout trestu za zločin, který spáchal. Drederick kdysi shodil svou matku ze schodů a za tento zločin byl poslán do vězení, kde se ho ale ostatní trestanci obávali. Když splatil svůj trest státu, byl propuštěn. A hned vzápětí byl postaven proti novému soupeři – Homeru Simpsonovi – v zápase s názvem Tatum vs. Simpson: Odplata, který měl rozhodnout o tom, kdo bude novým mistrem světa v těžké váze. Tatum Simpsona porazil a svůj titul tak obhájil.

## Eddie a Lou
Eddie a Lou jsou policisté, jejich nadřízený je vrchní strážník Clancy Wiggum. Slouží na policejní stanici ve Springfieldu. Poprvé se v Simpsonových objevili v epizodě „Taková nenormální rodinka“. Jejich příjmení nikdo nikdy neřekl. Eddie má žlutou barvu pleti, Lou černou. V seriálu se častěji objevuje Lou než Eddie.
Lou ze začátku neměl rád svého šéfa a plnil jeho rozkazy s odporem. I když je podřízeným šerifa Wigguma, je schopnější policista než šerif. Má rád zbraně a dobře se v nich vyzná. Původně byl představen jako člověk s žlutou pletí, ale pak ji změnil na barvu Afrického Američana. V originále ho mluví Hank Azaria. Eddie je v originále namluven Harrym Shearerem.
Eddie je přihlouplý policista, který pracuje pod šerifem Clancym Wiggumem. Občas se s Louem přou, kdo z nich je u šéfa oblíbenější, ale i přesto jsou to ti nejlepší přátelé. V pracovní době si chodí kupovat koblihy a pivo, a nebo jíst hamburgery do Krusty Burgeru. Se šéfem hrají přiblblé hry, tzn. třeba střílení se zavázanýma očima. Jo, a občas taky se šerifem řeší nějaký ten případ, ale většinou ne moc úspěšně.

## Francesca Terwilliger
Francesca je manželka Leváka Boba a matka Gina. Poznali se v Itálii. Poprvé se v seriálu objevila v díle Taliján Bob. Pak se objevila v epizodě Pohřeb nepřítele. Její tchán je Dr. Robertem Terwilligerem a její tchyně je Dame Underdunk. Její švagr se jmenuje Cecil.

## Frank
Frank je Homerův bratranec, o kterém se jen mluví v epizodě Lízino první slovo. V roce 1970 se z něj stala Františka a pak se dal k sektě a nyní mu prý říkají Matka Shabubu.

## Frank Grimes mladší
Frank Grimes mladší je syn Franka Grimese, který se poprvé objevil v epizodě Homerův nepřítel. Jediné vystoupení Franka Grimese mladšího proběhlo poprvé (a zřejmě i naposled) v epizodě Kdo chce zabít Homera?. Je z nevěstince, které jeho otec vymetal, jak sám Frank Jr. řekl.

## Frank Grimes starší
Frank Grimes starší je Homerův kolega z práce, který doplatil na Homerovu „pracovní“ morálku. Protože chtěl ukázat jaký je Homer pomatenec, úplně zcvoknul a zemřel při předvádění Homerových kousků – sáhl na elektrické vedení.

## Gil Gunderson
Gil Gunderson se vyskytuje v několika dílech. Je ztělesněním ztroskotance a člověka, kterému se nic nedaří. V epizodě Kill Gil – první a druhý díl je jednou z hlavních postav.

## Horatio McCallister
Horatio Peter McCallister je námořní kapitán. Je členem Springfieldských anonymních alkoholiků a má umělou končetinu, v níž uchovává alkohol. Často je viděn, jak drží dýmku a mhouří oči, protože má minimálně jedno oko skleněné. Vlastní restauraci Chutný Holanďan, která nevytváří dostatečné příjmy, aby jej uživila. V epizodách Nová holka v ulici a Nejmokřejší příběh všech dob ztvárnil hlavní roli. V angličtině ho dabuje Hank Azaria. 

## Hugo Simpson
Hugo Simpson je fiktivní postava z amerického animovaného seriálu Simpsonovi. Byl siamské dvojče Barta Simpsona. Po narození je doktor Julius Dlaha rozdělil. Hugo se objevil jen v jednom díle, a to ve Speciálním čarodějnickém díle v osmé řadě, konkrétně v části Věc a já.

## Charlie
Charlie pracuje v Springfieldské jaderné elektrárně, jeho přesná práce není uvedena.

## Iggy Wiggum
Iggy Wiggum je veterán z 2. světové války, kde sloužil s Abem Simpsonem. Měl ženu Marthu a syna Clancyho.

## Jacqueline Bouvierová
Jacqueine Bouvierová je 80letá matka Marge, Patty a Selmy Bouvierových. Krátce se provdala za Abrahama Simpsona, ale manželství nevydrželo. Již ve věku 22 let se provdala za Clacyho Bouviera, kterému bylo 24 let. Avšak její manžel Clancy zemřel roku 1977. Vypadá jako Marge, až na to že je o dost menší a trochu „při těle“, ale není moc obézní. Hodně kouří, proto nemluví, protože by mohla přijít o hlas. Má dokonce i vysoké vlasy jako Marge, ale trochu víc „světlé“.

## Jasper Beardsley
Jasper Beardsley je více než 90letý muž žijící ve springfieldském domově důchodců se svým přítelem Abem Simpsonem. V epizodě „Konec SRPŠ“ učí na Springfieldské ZŠ, byl třídním učitelem Lízy. Hlas v českém znění mu propůjčil Zdeněk Štěpán, v originále ho dabuje Harry Shearer.
Věta z jeho první hodiny: „Mluvit bez vyvolání, znamená výprask; koukat se z okna, znamená výprask; civět na mé sandály, znamená výprask; práskat práskací kuličky, oooohhhh, to si pak taky prásknu!“(možná taky chtěl říct, že to znamená výprask).

## Jessica Lovejoyová
Jessica Lovejoyová se poprvé objevila v epizodě Bartovo děvče (v originále Bart’s Girlfriend). Její otec je Tim Lovejoy a matka je Helen Lovejoyová. Její věk je přibližně 10 let. Má dlouhé černé vlasy (které podle Barta voní po kokoskách) a chodí oblečená v růžových šatech. Často také nosí ve vlasech růžovou mašli.
Na první pohled působí jako milá a dokonalá dcera reverenda, ale ve skutečnosti je velká potížistka. Nejrůznější problémy často nejen vyhledává, ale i sama způsobuje (např. krádež peněz z kostelní sbírky). Své chováni odůvodňuje tím, že chce na sebe lákat pozornost. A zejména pozornost svého otce, který se jí podle všeho málo věnuje.
V seriálu se v současnosti objevuje jen jako postava v pozadí. Je možné ji vidět například v nové úvodní znělce Simpsonových, kde je součástí sboru. Také se objevila v epizodě Dopis od Vočka, kde byla se svým otcem na výletě na ostrově lasiček.

## Kočičí dáma
Eleanor Abernathyová zvaná Kočičí dáma je nejšílenější osoba ve Springfieldu, je posedlá kočkami. Po každém, koho potká, hází kočky. Někdy kočky taky pere v jezeře na valše. Od ní dostala Líza Sněhulku V. Původně měla ve škole jedničky, vystudovala medicínu na Harvardu a právo na Yale. Ve 32 letech si pořídila první kočku, zbláznila se a pořizovala si postupně další a další, až se z ní stala kočičí dáma. Má šedé vlasy a nosí růžové šaty. Je jí 40 let. Patrně trpí Diogenovým syndromem.

## Konstance Krutá
Konstance Krutá je přísná, nelítostná soudkyně a disciplinární úřednice. Ráda vymýšlí kruté tresty pro zločince u svého soudu a děsí je miniaturní gilotinou na lavici obžalovaných. Její jméno je slovní hříčkou „neustálého ubližování“. Postava je parodií na soudkyni Judy Sheindlinovou. 
V dílu Rodičovské pouto uvádí, že je transsexuálka, a v epizodě Za jasného dne neuvidím svou sestru prozrazuje, že má manžela. Ačkoli většinou řeší soudní případy soudce Snyder, soudkyně Harmová je využívána hlavně k vynášení negativních verdiktů, například k odsouzení člena rodiny do vězení. Objevuje se také v dílech Rozkol v rodině, Bart na volné noze, Basa tvrdí charakter, Zabrzděte moji ženu a Srdcový šerif.

## Kozarela
Kozarela, dřív Dekoltela (v angličtině Boobarella) je žena s velkým poprsím vypadající jako upír. Ve svém televizním pořadu často odkazuje na své poprsí. Poprvé se objevila v epizodě Speluji, jak nejrychleji dovedu.

## Ling Bouvierová
Ling Bouvierová je adoptivní dcera Selmy Bouvierové. Adoptovala ji v epizodě Čínskej nášup a Homer kvůli tomu musel předstírat, že je její manžel. Od té doby se Ling objevuje v epizodách celkem pravidelně, většinou v náručí Selmy. Ling je původem z Číny. V originále jí svůj hlas propůjčila Nancy Cartwrightová.
Ling je sestřenicí Barta, Lízy a Maggie a neteří Homera, Marge a Patty.

## Luann Van Houtenová
Luann Van Houtenová je matka Milhouse a žena Kirka. V originále ji namluvila Maggie Roswellová. V epizodě Rozdělený Milhouse (6. epizoda 8. série) se s Kirkem rozvede, aby se mohli znovu vzít v epizodě Sirotek Milhouse (6. epizoda 19. série). Poprvé se objevila v epizodě Homerova definice. Má modré vlasy a nosí brýle, stejně jako její manžel a syn. Její matka pochází z Itálie. Luann se narodila v Shelbyvillu.
Mezi rozvodem a svatbou s Kirkem vedla velmi promiskuitní život. Chodila často se svalnatými muži. Mimo to chodila i s Disco Stuem

## Lyle Lanley
Lyle Lanley (dabovaný Philem Hartmanem) je podvodník ze Shellbyvillu. Prodává vadné jednokolejky. Objevil se pouze v epizodě Marge versus jednokolejka a byl vidět v klipech v díle Všichni zpívají a tančí.

## Luigi Risotto
Luigi Risotto je Italoameričan, který vlastní italskou restauraci. Mluví lámanou angličtinou se silným italským přízvukem a předchází si místní mafii v čele s Tlustým Tonym.

## Manjula Nahasapímapetilonová
Manjula Nahasapímapetilonová je manželka Apua. Má s ním 8 dětí (osmerčata), která se narodí v epizodě Osm raubířů (7. epizoda 11. série). Než si ji Apu vzal, předstíral před svojí matkou, že je ženatý s Marge.

## Marvin Monroe
Doktor Marvin Monroe je springfieldský psycholog. Hlas mu v originále propůjčil Harry Shearer. Provozuje poradnu pro agresivní rodiny, kterou Simpsonovi navštívili v 1. sérii v epizodě Taková nenormální rodinka (v této epizodě se doktor objevil poprvé). Kvůli tomu, že na ně jeho metody nezapůsobily (dokonce ani elektrošoky), dostali odškodné, za které si koupili novou televizi (v které dnes běží titulky).
Marvin měl také svůj pořad v rádiu, byla to taková „manželská poradna po telefonu“, do které mu volaly rozhořčené manželky a on jim radil. Tento pořad si Homer občas pouští v jaderné elektrárně, tak se také dozvěděl, když do něj volala Marge.
Dále se Marvin objevuje v televizních zprávách s Kentem Brockmanem nebo v talkshow Kenta Brockmana, jako poradce ohledně psychologie (kupříkladu říkal svůj názor, když Marge protestovala proti Itchimu a Scratchymu).

## Michael D'Amico
Michael D'Amico je syn Tlustého Tonyho. Jeho matka Anna Maria zemřela přirozenou smrtí. Jeho snem bylo stát se kuchařem, ale později si to rozmyslí a vydá se ve stopách svého otce, který obchoduje s odpadem, což je zástěrka pro Tonyho nelegální činnosti jako šéfa mafie. Otráví totiž nepřátele svého otce jídlem. To také přeruší jeho přátelství s Lízou. V originále mu svůj hlas propůjčila Tress MacNeilleová. Má hnědé vlasy a je mu asi 8 let.

## Murphy Krvavá dáseň
Murphy „Krvavá dáseň“ je „Jazzmann“ který se vyskytuje v seriálu zřídka. Jednou hraje s Lízou na mostě a podruhé umírá. Než zemřel, prozradil se Líze, že má ztraceného bratra, doktora tmavé pleti, jež se zasměje vždy v ten nejnevhodnější moment. Doktor Dlaha to zaslechl a svěřil se, že má také ztraceného bratra, jazzmana. Svou přezdívku má kvůli tomu, že v životě nebyl u zubaře. Za svého seriálového života vydal jednu desku. 

## Robert Terwilliger
Dr. Robert Terwilliger je otec Leváka Boba. Poprvé se objevil v epizodě Pohřeb nepřítele. Spolu s jeho ženou Dame Underdunk mají ještě jednoho syna – Cecila. Jejich vnuk se jmenuje Gino. Jeho snacha je Francesca.

## Sanjay Nahasapímapetilon
Sanjay Nahasapímapetilon je bratr Apua, jemuž občas vypomáhá s vedením springfieldské pobočky Kwik-E-Martu.

## Sarah Wiggumová
Sarah Wiggumová (za svobodna Sarah Kanickee) je manželka vrchního strážníka Clancyho Wigguma a matka Ralpha Wigguma. Má fialové vlasy a asi 40 let. Spekuluje se, že ve skutečnosti jde o sestru jejího manžela Clancyho. V angličtině ji dabuje Pamela Hayden.

## Sherri a Terri
Sherri a Terri jsou sestry, identická dvojčata. Obě chodí na Springfieldskou základní školu do stejné třídy jako Bart. Mají dlouhé fialové vlasy. Je jim 10 let. Jejich otec byl ředitelem Homera ve Springfieldské jaderné elektrárně, jak je vidět v epizodě Homerova odysea, kdy je Bartova třída na exkurzi v elektrárně. Pak byl ale Homer povýšen nad jejich otce v epizodě Homer šéfem odborů. V originále je od 1. do 31. řady dabovala Russi Taylorová, od 31. řady je jejich dabérkou Grey Griffinová. Jsou snobské a nikdy si neodpustí možnost rýpnout si do Barta nebo i Lízy. Často je i pomlouvají. V epizodě Futu-drama, kdy profesor Frink ukazuje Bartovi a Líze jejich budoucnost, se objeví Sherri a Terri. Obě chodí s Nelsonem a obě jsou s ním těhotné. Obě porodí dvě dvojčata. Nelson od nich poté uteče a použije stejnou výmluvu jako jeho otec. V dílu Speciální čarodějnický díl XXVII měla Sherri rande na moři s Bartem Simpsonem. V dalším díle Bartovo chlapectví se líbá s Sherri. Ta mu říká, že líbá přesně jako Terii.

## Trenér Lugash
Trenér Lugash (v originále dabován Danem Castellanetou) se objevil prozatím pouze ve dvou epizodách – „Homerem zapomenuté děti“ a „Malá vysokoškolačka“. Má silný románský přízvuk a velký natočený hnědý knír. Jeho původ je poněkud tajemný, on sám prohlašuje, že přišel do Spojených států v roce 1983 poté, co přemetem překonal Berlínskou zeď. Jiná postava o něm však v pozdější epizodě tvrdí, že zběhl do Východního Německa. V epizodě Malá vysokoškolačka učil Lízu gymnastiku, aby nepropadla z tělocviku. Jeho drsné, ale efektivní tréninkové techniky nakonec pomohly Líze dosáhnout výborných gymnastických schopností.
Má rovněž ve zvyku zabavovat studentům psy a kočky a vracet je pouze pokud daný student úspěšně provede tělocvičný prvek. Ačkoliv jednou odmítl vrátit dívce psa, místo kterého ji předal cizí kočku se slovy: „Teď máš kočku!“. Pravidelně navštěvuje kurzy zvládání vzteku.
„Bravo! To bylo úžasné! Ty moje malá princezničko, ještě se rozeběhni, přeskoč kozu, udělej přemet, proskoč oknem a utíkej říct rodičům, že seš nemotorné motovidlo bez špetky talentu a píle!“

## Tlusťoch v klobouku
Tlusťoch v klobouku se objevil v jednom díle Speciální čarodějnický díl XXIV, kde v části Ou, pojď se mnou a říkej D'oh! představoval hlavní roli.

## Tyčka a Kulička
Tyčka a Kulička jsou jazzmani. Vystupují v epizodě O jazzu a jiné zvířeně. Tyčka je běloch a jmenuje se Difonso Palmer. Hraje na trubku. Kulička je černoch a jmenuje se Markus Le Marquez. Hraje na kontrabas. Oba mají tmavé vlasy a skoro neustále nosí sluneční brýle. Tyčka byl kdysi ženatý s Kuličkovou sestrou. Nyní je vdovec.

## Üter
Üter „Fricek“ Zörker je obézní student na výměnu z Bavorska. Poprvé se objevil ve Speciálním čarodějnickém díle IV – Domě plném hrůzy, kde si sedl vedle Barta a zeptal se ho: „Ty nechtěla ochutnala líznout z mýho sugršpalek?“ V epizodě Lízina rivalka postaví diorama Karlík a továrna na čokoládu, ale protože nepřišel na řadu jako první, už ho má snědené. V Pátém speciálním čarodějnickém dílu byl Fricek sněden. V epizodě Konec SRPŠ zůstal na exkurzi, když třída utíkala před rozzuřeným davem vojáků. V díle Hádejte, kdo kritizuje se jeho rodiče ptají Skinnera, kde Üter je. V epizodě 24 minut byl ve ventilační šachtě školy.
V originále ho od 5. do 31. řady dabovala Russi Taylorová, od 31. řady je jeho dabérkou Grey Griffinová.
Zajímavosti
- Hraje v hokejovém týmu Kwik-E-Mart Gougers.
- Hraje na trubku v jazzovém kvintetu.
- Jako předloha posloužil pravděpodobně August Gdoule (Augustus Gloop), nenasytný německý chlapec z knihy Karlík a továrna na čokoládu (Roald Dahl) a jejích dvou filmových adaptací.
- Jméno Üter je švýcarské, asi si ho tvůrci spletli s německým Günther.
- Jeho strýc vlastní továrnu na žvýkačky v Düsseldorfu.